# Архызское сельское поселение
Архызское се́льское поселе́ние — муниципальное образование в Зеленчукском районе Карачаево-Черкесии Российской Федерации.
Административный центр — село Архыз.

## История
Статус и границы сельского поселения установлены Законом Карачаево-Черкесской Республики от 6 марта 2006 года № 13-РЗ «от 24 февраля 2004 года № 84-РЗ «Об административно-территориальном устройстве Карачаево-Черкесской Республики»

## Население
| 2002  | 2010  | 2012  | 2013 | 2014  | 2015  | 2016  |
| ----- | ----- | ----- | ---- | ----- | ----- | ----- |
| 1176  | ↘1041 | ↘1010 | ↘970 | ↘949  | ↘912  | ↗915  |
| 2017  | 2018  | 2019  | 2020 | 2021  | 2023  | 2024  |
| ↘911  | ↘909  | ↗942  | ↘937 | ↗1398 | ↘1369 | ↘1350 |
| 2025  |       |       |      |       |       |       |
| ↗1363 |       |       |      |       |       |       |

## Состав сельского поселения
| № | Населённый пункт | Тип населённого пункта       | Население |
| - | ---------------- | ---------------------------- | --------- |
| 1 | Архыз            | село, административный центр | ↗849      |
| 2 | Нижний Архыз     | посёлок                      | ↗549      |